# 圣保罗拉科斯特
圣保罗拉科斯特（法語：Saint-Paul-la-Coste，法語發音：[sɛ̃ pɔl la kɔst]）是法国加尔省的一个市镇，属于阿莱斯区。

## 地理
圣保罗拉科斯特（44°8'59"N, 3°58'10"E）面积18.95 平方千米，位于法国奧克西塔尼大區加尔省，该省份为法国南部沿海省份，南端濒地中海，北起顺时针与阿尔代什省、沃克吕兹省、罗讷河口省、埃罗省、阿韦龙省和洛泽尔省接壤。
与圣保罗拉科斯特接壤的市镇（或旧市镇、城区）包括：桑德拉斯、圣让迪潘、圣塞巴斯蒂安-代格勒弗耶、米亚莱、圣马丹德布博、苏斯泰勒。
圣保罗拉科斯特的时区为UTC+01:00、UTC+02:00（夏令时）。

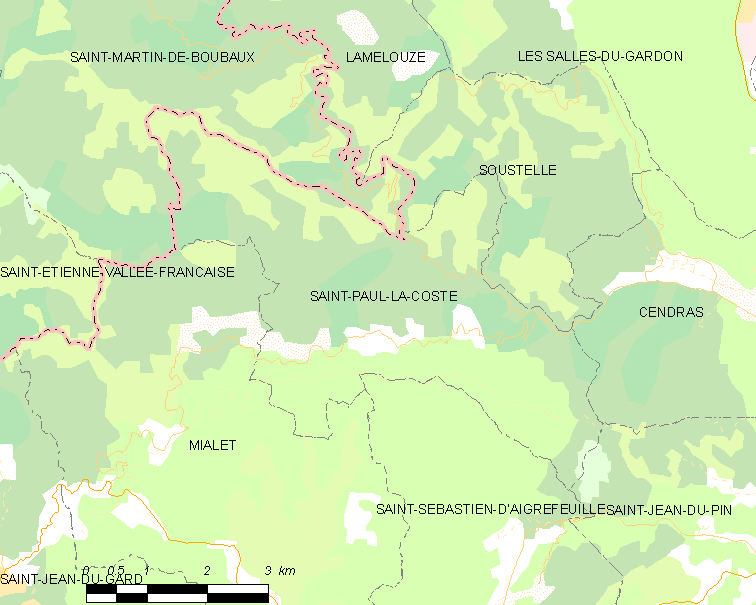
圣保罗拉科斯特的OSM定位图

## 行政
圣保罗拉科斯特的邮政编码为30480，INSEE市镇编码为30291。

## 政治
圣保罗拉科斯特所属的省级选区为拉格朗孔布县。

## 人口

1962-2008年间圣保罗拉科斯特人口变化图示

圣保罗拉科斯特于2022年1月1日时的人口数量为327人。